# Katarzyna Ożańska-Ponikwia
Katarzyna Maria Ożańska-Ponikwia – polska anglistka, językoznawczyni, prorektorka Uniwersytetu Bielsko-Bialskiego.

## Życiorys
Katarzyna Ożańska-Ponikwia w latach 1999–2004 studiowała filologię angielską na Uniwersytecie Opolskim, uzyskując tytuł magistra. W uzyskała doktorat z językoznawstwa stosowanego w Birkbeck College Uniwersytetu Londyńskiego na podstawie dysertacji Emotions from a Bilingual Point of View: Preception and Expression of Emotions in the L1 and L2, której promotorem był Jean-Marc Dewaele. W 2019 habilitowała się na Uniwersytecie Śląskim w Katowicach dziedzinie nauk humanistycznych, dyscyplina językoznawstwo, przedstawiwszy osiągnięcie naukowe Rola osobowości i inteligencji emocjonalnej w posługiwaniu się językiem obcym oraz jego przyswajaniu.
Od 2011 związana zawodowo z Katedrą Anglistyki Wydziału Humanistyczno-Społecznego Uniwersytetu Bielsko-Bialskiego (wcześniej pod nazwą Akademia Techniczno-Humanistyczna). Objęła funkcję prorektorki do spraw studenckich i kształcenia w kadencji 2024–2028.
Jej zainteresowania badawcze obejmują takie zagadnienia jak: dwu- i wielojęzyczność, postrzeganie i wyrażanie emocji w języku pierwszym i drugim, różnice językowe i kulturowe mające wpływ na komunikację w języku polskim i angielskim, czynniki indywidualne (osobowość i inteligencja emocjonalna) oraz ich wpływ na przyswajanie języka obcego, częstotliwość jego użycia oraz procesy adaptacji/akulturacji.

## Publikacje książkowe
- Katarzyna Ożańska-Ponikwia, Emotions from a Bilingual Point of View: Personality and Emotional Intelligence in Relation to Perception and Expression of Emotions in the L1 and L2, wyd. 1st ed, Newcastle-upon-Tyne: Cambridge Scholars Publishing, 2013, ISBN 978-1-4438-4532-8 (ang.). Brak numerów stron w książce
- Cambridge Scholars Publisher, Personality and Emotional Intelligence in Second Language Learning, Newcastle-upon-Tyne: Cambridge Scholars Publisher, 2018, ISBN 978-1-5275-0915-3 (ang.). Brak numerów stron w książce